# لون سياسي

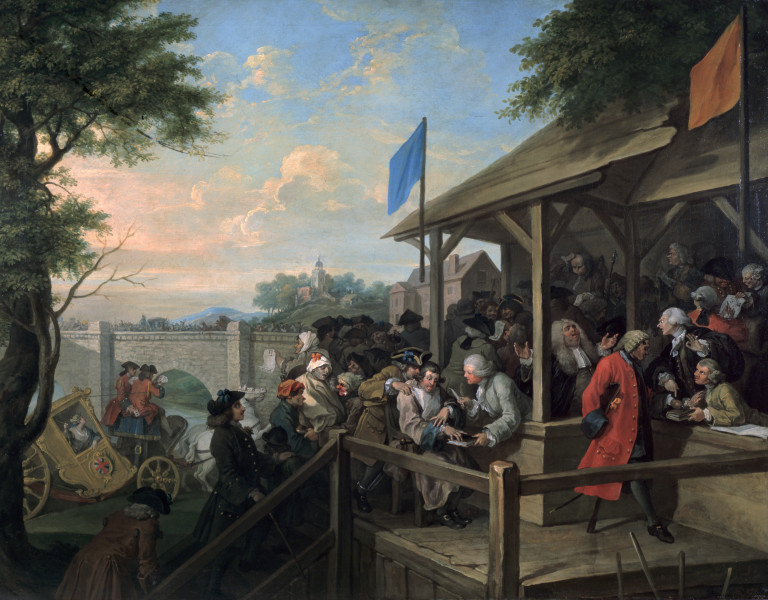

اللون السياسي هو أحد الألوان اتخذه حزب أو حركة سياسية بصورة رسمية أو غير رسمية كرمز مميز. ومثال ذلك اتخاذ عدد كبير من الحركات اليسارية أو الشيوعية للون الأحمر كرمز لها.

## الأزرق
غالبا ما يشير إلى الأحزاب اليمينية.
- الولايات المتحدة : الحزب الديمقراطي

## الأصفر
غالبا ما يشير إلى الحركات الليبرالية.
- تايلاند : تحالف الشعب من أجل الديمقراطية.

## الأخضر
- العالم الإسلامي : الحركات السياسية الإسلامية.